# Queen Valley
Queen Valley es un lugar designado por el censo ubicado en el condado de Pinal en el estado estadounidense de Arizona. En el Censo de 2010 tenía una población de 788 habitantes y una densidad poblacional de 31,24 personas por km².

## Geografía
Queen Valley se encuentra ubicado en las coordenadas 33°16′24″N 111°19′4″O / 33.27333, -111.31778. Según la Oficina del Censo de los Estados Unidos, Queen Valley tiene una superficie total de 25.22 km², de la cual 25.21 km² corresponden a tierra firme y (0.04%) 0.01 km² es agua.

## Demografía
Según el censo de 2010, había 788 personas residiendo en Queen Valley. La densidad de población era de 31,24 hab./km². De los 788 habitantes, Queen Valley estaba compuesto por el 93.53% blancos, el 0.38% eran afroamericanos, el 0.89% eran amerindios, el 1.4% eran asiáticos, el 0% eran isleños del Pacífico, el 2.16% eran de otras razas y el 1.65% pertenecían a dos o más razas. Del total de la población el 6.73% eran hispanos o latinos de cualquier raza.